# Farinelli
Farinelli, wł. Carlo Maria Michelangelo Nicola Broschi (ur. 24 stycznia 1705 w Andrii k. Bari, zm. 16 września 1782 w Bolonii) – włoski śpiewak operowy, kastrat (sopran). Jego bratem był kompozytor Riccardo Broschi.
Jeden z ostatnich wielkich kastratów w historii opery.
Śpiewał zawodowo od piętnastego roku życia, zdobywając stopniowo wielką sławę i uwielbienie tłumów. Miał 3-oktawową skalę głosu i był mistrzem w wykonywaniu ozdobników. Okazjonalnie grywał też na klawesynie i skrzypcach oraz komponował. Występował w Rzymie, Wiedniu i Londynie, do którego sprowadzony został przez konkurentów G.F. Händla (Nicola Porpora), przyczyniając się do bankructwa jego teatru w 1737.
W 1737 został zaproszony do Madrytu przez królową Elżbietę Farnese i następnie przez 20 lat śpiewał na hiszpańskim dworze Filipa V i jego następcy Ferdynanda VI, gdzie wkrótce stał się bardzo wpływową osobą. Ze służby królewskiej został zwolniony przez Karola III; ostatnie lata życia spędził w swej rezydencji w Bolonii.
W roku 1994 Gérard Corbiau wyreżyserował film Farinelli: ostatni kastrat, w dużej mierze oparty na życiorysie śpiewaka.

## Literatura przedmiotu
- P. Barbier Farinelli. Prawdziwa historia genialnego kastrata, Bellona Warszawa 1998